# 2023-as WEC monzai 6 órás verseny
| Pályarajz | Pályarajz                 | Pályarajz                                                   |
| --------- | ------------------------- | ----------------------------------------------------------- |
|           |                           |                                                             |
| Győztesek |                           |                                                             |
| Kategória | Csapat                    | Versenyzők                                                  |
| Hypercar  | #7 Toyota Gazoo Racing    | Mike Conway Kobajasi Kamui José María López                 |
| LMP2      | #28 Jota                  | Pietro Fittipaldi David Heinemeier Hansson Oliver Rasmussen |
| LMGTE Am  | #77 Dempsey–Proton Racing | Julien Andlauer Christian Ried Mikkel O. Pedersen           |

A 2023-as WEC monzai 6 órás verseny a Hosszútávú-világbajnokság 2023-as szezonjának ötödik futama volt, amelyet július 9-én tartottak meg az Autodromo Nazionale di Monza versenypályán. A fordulót Mike Conway, Kobajasi Kamui és José María López triója nyerte meg, akik a Toyota Gazoo Racing csapatának #7-es rajtszámú hibridhajtású versenyautóját vezették.

## Szabadedzések

### 1. szabadedzés
| Poz. | Kategória | Csapat                        | Idő      | Különbség | Körök |
| ---- | --------- | ----------------------------- | -------- | --------- | ----- |
| 1.   | Hypercar  | #51 Ferrari – AF Corse        | 1:37,533 |           | 35    |
| 2.   | Hypercar  | #38 Hertz Team Jota           | 1:37,536 | +0,003    | 37    |
| 3.   | Hypercar  | #5 Porsche Penske Motorsport  | 1:37,824 | +0,291    | 38    |
| 4.   | Hypercar  | #7 Toyota Gazoo Racing        | 1:37,841 | +0,308    | 38    |
| 5.   | Hypercar  | #708 Glickenhaus Racing       | 1:37,917 | +0,384    | 42    |
| 6.   | Hypercar  | #8 Toyota Gazoo Racing        | 1:37,951 | +0,418    | 40    |
| 7.   | Hypercar  | #50 Ferrari – AF Corse        | 1:38,033 | +0,500    | 38    |
| 8.   | Hypercar  | #6 Porsche Penske Motorsport  | 1:38,066 | +0,533    | 31    |
| 9.   | Hypercar  | #2 Cadillac Racing            | 1:38,116 | +0,583    | 43    |
| 10.  | Hypercar  | #94 Peugeot TotalEnergies     | 1:38,533 | +1,000    | 37    |
| 11.  | Hypercar  | #93 Peugeot TotalEnergies     | 1:38,664 | +1,131    | 20    |
| 12.  | Hypercar  | #4 Floyd Vanwall Racing Team  | 1:39,121 | +1,588    | 28    |
| 13.  | Hypercar  | #99 Proton Competition        | 1:39,307 | +1,774    | 31    |
| 14.  | LMP2      | #41 Team WRT                  | 1:40,356 | +2,823    | 43    |
| 15.  | LMP2      | #31 Team WRT                  | 1:40,561 | +3,028    | 38    |
| 16.  | LMP2      | #34 Inter Europol Competition | 1:40,605 | +3,072    | 35    |
| 17.  | LMP2      | #36 Alpine Elf Team           | 1:40,671 | +3,138    | 36    |
| 18.  | LMP2      | #10 Vector Sport              | 1:40,710 | +3,177    | 35    |
| 19.  | LMP2      | #22 United Autosports         | 1:40,869 | +3,336    | 39    |
| 20.  | LMP2      | #35 Alpine Elf Team           | 1:40,905 | +3,372    | 37    |
| 21.  | LMP2      | #63 Prema Racing              | 1:41,285 | +3,752    | 40    |
| 22.  | LMP2      | #9 Prema Racing               | 1:41,364 | +3,831    | 29    |
| 23.  | LMP2      | #28 Jota                      | 1:41,576 | +4,043    | 35    |
| 24.  | LMP2      | #23 United Autosports         | 1:41,712 | +4,179    | 32    |
| 25.  | LMGTE Am  | #54 AF Corse                  | 1:47,538 | +10,005   | 38    |
| 26.  | LMGTE Am  | #60 Iron Lynx                 | 1:47,645 | +10,112   | 35    |
| 27.  | LMGTE Am  | #86 GR Racing                 | 1:47,846 | +10,313   | 36    |
| 28.  | LMGTE Am  | #77 Dempsey–Proton Racing     | 1:48,198 | +10,665   | 25    |
| 29.  | LMGTE Am  | #56 Project 1 – AO            | 1:48,219 | +10,686   | 37    |
| 30.  | LMGTE Am  | #57 Kessel Racing             | 1:48,328 | +10,795   | 39    |
| 31.  | LMGTE Am  | #85 Iron Dames                | 1:48,456 | +10,923   | 35    |
| 32.  | LMGTE Am  | #21 AF Corse                  | 1:48,466 | +10,933   | 38    |
| 33.  | LMGTE Am  | #33 Corvette Racing           | 1:48,694 | +11,161   | 34    |
| 34.  | LMGTE Am  | #83 Richard Mille AF Corse    | 1:48,742 | +11,209   | 35    |
| 35.  | LMGTE Am  | #25 ORT by TF                 | 1:49,119 | +11,586   | 37    |
| 36.  | LMGTE Am  | #777 D'Station Racing         | 1:49,498 | +11,965   | 24    |

### 2. szabadedzés
| Poz. | Kategória | Csapat                        | Idő      | Különbség | Körök |
| ---- | --------- | ----------------------------- | -------- | --------- | ----- |
| 1.   | Hypercar  | #7 Toyota Gazoo Racing        | 1:36,363 |           | 45    |
| 2.   | Hypercar  | #50 Ferrari – AF Corse        | 1:36,533 | +0,170    | 47    |
| 3.   | Hypercar  | #8 Toyota Gazoo Racing        | 1:36,686 | +0,323    | 46    |
| 4.   | Hypercar  | #2 Cadillac Racing            | 1:36,748 | +0,385    | 48    |
| 5.   | Hypercar  | #5 Porsche Penske Motorsport  | 1:36,991 | +0,628    | 37    |
| 6.   | Hypercar  | #99 Proton Competition        | 1:37,181 | +0,818    | 22    |
| 7.   | Hypercar  | #50 Ferrari – AF Corse        | 1:37,204 | +0,841    | 45    |
| 8.   | Hypercar  | #93 Peugeot TotalEnergies     | 1:37,269 | +0,906    | 47    |
| 9.   | Hypercar  | #38 Hertz Team Jota           | 1:37,637 | +1,274    | 32    |
| 10.  | Hypercar  | #94 Peugeot TotalEnergies     | 1:37,638 | +1,275    | 46    |
| 11.  | Hypercar  | #708 Glickenhaus Racing       | 1:38,234 | +1,871    | 47    |
| 12.  | Hypercar  | #6 Porsche Penske Motorsport  | 1:38,284 | +1,921    | 33    |
| 13.  | LMP2      | #41 Team WRT                  | 1:39,955 | +3,592    | 45    |
| 14.  | LMP2      | #34 Inter Europol Competition | 1:40,136 | +3,773    | 38    |
| 15.  | LMP2      | #31 Team WRT                  | 1:40,162 | +3,799    | 43    |
| 16.  | LMP2      | #22 United Autosports         | 1:40,348 | +3,985    | 41    |
| 17.  | LMP2      | #63 Prema Racing              | 1:40,548 | +4,185    | 40    |
| 18.  | LMP2      | #36 Alpine Elf Team           | 1:40,643 | +4,280    | 46    |
| 19.  | LMP2      | #10 Vector Sport              | 1:40,653 | +4,290    | 31    |
| 20.  | LMP2      | #35 Alpine Elf Team           | 1:40,901 | +4,538    | 37    |
| 21.  | LMP2      | #23 United Autosports         | 1:41,010 | +4,647    | 37    |
| 22.  | LMP2      | #28 Jota                      | 1:41,084 | +4,721    | 37    |
| 23.  | Hypercar  | #4 Floyd Vanwall Racing Team  | 1:41,304 | +4,941    | 13    |
| 24.  | LMP2      | #9 Prema Racing               | 1:41,553 | +5,190    | 42    |
| 25.  | LMGTE Am  | #60 Iron Lynx                 | 1:46,973 | +10,610   | 40    |
| 26.  | LMGTE Am  | #86 GR Racing                 | 1:47,331 | +10,968   | 43    |
| 27.  | LMGTE Am  | #56 Project 1 – AO            | 1:47,499 | +11,136   | 40    |
| 28.  | LMGTE Am  | #54 AF Corse                  | 1:47,625 | +11,262   | 43    |
| 29.  | LMGTE Am  | #77 Dempsey–Proton Racing     | 1:47,654 | +11,291   | 41    |
| 30.  | LMGTE Am  | #85 Iron Dames                | 1:47,901 | +11,538   | 39    |
| 31.  | LMGTE Am  | #57 Kessel Racing             | 1:47,972 | +11,609   | 43    |
| 32.  | LMGTE Am  | #21 AF Corse                  | 1:48,018 | +11,655   | 44    |
| 33.  | LMGTE Am  | #83 Richard Mille AF Corse    | 1:48,419 | +12,056   | 37    |
| 34.  | LMGTE Am  | #33 Corvette Racing           | 1:48,544 | +12,181   | 40    |
| 35.  | LMGTE Am  | #25 ORT by TF                 | 1:48,641 | +12,278   | 39    |
| 36.  | LMGTE Am  | #777 D'Station Racing         | 1:48,698 | +12,335   | 39    |

### 3. szabadedzés
| Poz. | Kategória | Csapat                        | Idő      | Különbség | Körök |
| ---- | --------- | ----------------------------- | -------- | --------- | ----- |
| 1.   | Hypercar  | #93 Peugeot TotalEnergies     | 1:35,878 |           | 10    |
| 2.   | Hypercar  | #50 Ferrari – AF Corse        | 1:35,923 | +0,045    | 35    |
| 3.   | Hypercar  | #94 Peugeot TotalEnergies     | 1:36,105 | +0,227    | 31    |
| 4.   | Hypercar  | #50 Ferrari – AF Corse        | 1:36,194 | +0,316    | 33    |
| 5.   | Hypercar  | #2 Cadillac Racing            | 1:36,449 | +0,571    | 23    |
| 6.   | Hypercar  | #38 Hertz Team Jota           | 1:36,515 | +0,637    | 30    |
| 7.   | Hypercar  | #99 Proton Competition        | 1:36,967 | +1,089    | 29    |
| 8.   | Hypercar  | #7 Toyota Gazoo Racing        | 1:37,402 | +1,524    | 30    |
| 9.   | Hypercar  | #5 Porsche Penske Motorsport  | 1:37,439 | +1,561    | 27    |
| 10.  | Hypercar  | #708 Glickenhaus Racing       | 1:37,636 | +1,758    | 32    |
| 11.  | Hypercar  | #7 Toyota Gazoo Racing        | 1:37,803 | +1,925    | 33    |
| 12.  | Hypercar  | #4 Floyd Vanwall Racing Team  | 1:37,877 | +1,999    | 29    |
| 13.  | Hypercar  | #6 Porsche Penske Motorsport  | 1:38,076 | +2,198    | 25    |
| 14.  | LMP2      | #28 Jota                      | 1:39,621 | +3,743    | 29    |
| 15.  | LMP2      | #10 Vector Sport              | 1:39,881 | +4,003    | 32    |
| 16.  | LMP2      | #36 Alpine Elf Team           | 1:39,896 | +4,018    | 29    |
| 17.  | LMP2      | #41 Team WRT                  | 1:40,039 | +4,161    | 28    |
| 18.  | LMP2      | #35 Alpine Elf Team           | 1:40,197 | +4,319    | 33    |
| 19.  | LMP2      | #22 United Autosports         | 1:40,197 | +4,319    | 32    |
| 20.  | LMP2      | #23 United Autosports         | 1:40,260 | +4,382    | 30    |
| 21.  | LMP2      | #34 Inter Europol Competition | 1:40,298 | +4,420    | 30    |
| 22.  | LMP2      | #9 Prema Racing               | 1:40,423 | +4,545    | 29    |
| 23.  | LMP2      | #31 Team WRT                  | 1:40,426 | +4,548    | 14    |
| 24.  | LMP2      | #63 Prema Racing              | 1:40,624 | +4,746    | 27    |
| 25.  | LMGTE Am  | #56 Project 1 – AO            | 1:46,742 | +10,884   | 29    |
| 26.  | LMGTE Am  | #77 Dempsey–Proton Racing     | 1:46,998 | +11,120   | 27    |
| 27.  | LMGTE Am  | #60 Iron Lynx                 | 1:47,097 | +11,219   | 28    |
| 28.  | LMGTE Am  | #86 GR Racing                 | 1:47,266 | +11,388   | 30    |
| 29.  | LMGTE Am  | #54 AF Corse                  | 1:47,354 | +11,476   | 30    |
| 30.  | LMGTE Am  | #83 Richard Mille AF Corse    | 1:47,403 | +11,525   | 29    |
| 31.  | LMGTE Am  | #85 Iron Dames                | 1:47,497 | +11,619   | 29    |
| 32.  | LMGTE Am  | #57 Kessel Racing             | 1:47,591 | +11,713   | 30    |
| 33.  | LMGTE Am  | #25 ORT by TF                 | 1:48,009 | +12,131   | 29    |
| 34.  | LMGTE Am  | #33 Corvette Racing           | 1:48,035 | +12,157   | 30    |
| 35.  | LMGTE Am  | #777 D'Station Racing         | 1:48,044 | +12,166   | 30    |
| 36.  | LMGTE Am  | #21 AF Corse                  | 1:48,261 | +12,383   | 29    |

## Időmérő
A pole-pozíciók a kategóriákban félkövér betűkkel vannak jelölve.
| Poz. | Kategória | Csapat                        | Idő      | Különbség | Rajthely |
| ---- | --------- | ----------------------------- | -------- | --------- | -------- |
| 1.   | Hypercar  | #7 Toyota Gazoo Racing        | 1:35,358 |           | 1        |
| 2.   | Hypercar  | #50 Ferrari – AF Corse        | 1:35,375 | +0,017    | 2        |
| 3.   | Hypercar  | #8 Toyota Gazoo Racing        | 1:35,460 | +0,102    | 3        |
| 4.   | Hypercar  | #93 Peugeot TotalEnergies     | 1:35,662 | +0,304    | 4        |
| 5.   | Hypercar  | #2 Cadillac Racing            | 1:35,720 | +0,362    | 5        |
| 6.   | Hypercar  | #51 Ferrari – AF Corse        | 1:35,771 | +0,413    | 6        |
| 7.   | Hypercar  | #93 Peugeot TotalEnergies     | 1:35,780 | +0,422    | 7        |
| 8.   | Hypercar  | #5 Porsche Penske Motorsport  | 1:35,973 | +0,615    | 8        |
| 9.   | Hypercar  | #38 Hertz Team Jota           | 1:36,188 | +0,830    | 9        |
| 10.  | Hypercar  | #6 Porsche Penske Motorsport  | 1:36,497 | +1,139    | 10       |
| 11.  | Hypercar  | #708 Glickenhaus Racing       | 1:36,614 | +1,256    | 11       |
| 12.  | Hypercar  | #99 Proton Competition        | 1:36,668 | +1,310    | 12       |
| 13.  | Hypercar  | #4 Floyd Vanwall Racing Team  | 1:38,089 | +2,731    | 13       |
| 14.  | LMP2      | #41 Team WRT                  | 1:39,354 | +3,996    | 14       |
| 15.  | LMP2      | #28 Jota                      | 1:39,707 | +4,349    | 15       |
| 16.  | LMP2      | #22 United Autosports         | 1:39,790 | +4,432    | 16       |
| 17.  | LMP2      | #10 Vector Sport              | 1:39,887 | +4,529    | 17       |
| 18.  | LMP2      | #34 Inter Europol Competition | 1:39,894 | +4,536    | 18       |
| 19.  | LMP2      | #31 Team WRT                  | 1:39,957 | +4,599    | 19       |
| 20.  | LMP2      | #63 Prema Racing              | 1:39,976 | +4,618    | 20       |
| 21.  | LMP2      | #35 Alpine Elf Team           | 1:40,061 | +4,703    | 21       |
| 22.  | LMP2      | #36 Alpine Elf Team           | 1:40,214 | +4,856    | 22       |
| 23.  | LMP2      | #9 Prema Racing               | 1:40,340 | +4,982    | 23       |
| 24.  | LMP2      | #23 United Autosports         | 1:40,379 | +5,021    | 24       |
| 25.  | LMGTE Am  | #85 Iron Dames                | 1:47,632 | +12,274   | 25       |
| 26.  | LMGTE Am  | #25 ORT by TF                 | 1:48,058 | +12,700   | 26       |
| 27.  | LMGTE Am  | #77 Dempsey–Proton Racing     | 1:48,116 | +12,758   | 27       |
| 28.  | LMGTE Am  | #83 Richard Mille AF Corse    | 1:48,221 | +12,863   | 28       |
| 29.  | LMGTE Am  | #86 GR Racing                 | 1:48,464 | +13,106   | 29       |
| 30.  | LMGTE Am  | #33 Corvette Racing           | 1:48,519 | +13,161   | 30       |
| 31.  | LMGTE Am  | #54 AF Corse                  | 1:48,599 | +13,241   | 31       |
| 32.  | LMGTE Am  | #21 AF Corse                  | 1:48,713 | +13,355   | 32       |
| 33.  | LMGTE Am  | #57 Kessel Racing             | 1:48,962 | +13,604   | 33       |
| 34.  | LMGTE Am  | #56 Project 1 – AO            | 1:49,232 | +13,874   | 34       |
| 35.  | LMGTE Am  | #777 D'Station Racing         | 1:49,509 | +14,151   | 35       |
| 36.  | LMGTE Am  | #60 Iron Lynx                 | 1:49,883 | +14,525   | 36       |

## Verseny
A résztvevőknek legalább a versenytáv 90%-át (180 kört) teljesíteniük kellett ahhoz, hogy az elért eredményüket értékeljék. A kategóriák leggyorsabb versenyzői vastaggal vannak kiemelve.
| Helyezés | Kategória | #   | Csapat                    | Versenyzők                                                  | Karosszéria                    | Gumi | Kör | Idő/Hátrány/Kiesés |
| Helyezés | Kategória | #   | Csapat                    | Versenyzők                                                  | Motor                          | Gumi | Kör | Idő/Hátrány/Kiesés |
| -------- | --------- | --- | ------------------------- | ----------------------------------------------------------- | ------------------------------ | ---- | --- | ------------------ |
| 1.       | Hypercar  | 7   | Toyota Gazoo Racing       | Mike Conway Kobajasi Kamui José María López                 | Toyota GR010 Hybrid            | M    | 200 | 6:00:31,922        |
| 1.       | Hypercar  | 7   | Toyota Gazoo Racing       | Mike Conway Kobajasi Kamui José María López                 | Toyota H890 3.5 L Turbo V6     | M    | 200 | 6:00:31,922        |
| 2.       | Hypercar  | 50  | Ferrari – AF Corse        | Antonio Fuoco Miguel Molina Nicklas Nielsen                 | Ferrari 499P                   | M    | 200 | +16,520            |
| 2.       | Hypercar  | 50  | Ferrari – AF Corse        | Antonio Fuoco Miguel Molina Nicklas Nielsen                 | Ferrari 3.0 L Turbo V6         | M    | 200 | +16,520            |
| 3.       | Hypercar  | 93  | Peugeot TotalEnergies     | Paul di Resta Mikkel Jensen Jean-Éric Vergne                | Peugeot 9X8                    | M    | 200 | +1:18,179          |
| 3.       | Hypercar  | 93  | Peugeot TotalEnergies     | Paul di Resta Mikkel Jensen Jean-Éric Vergne                | Peugeot 2.6 L Turbo V6         | M    | 200 | +1:18,179          |
| 4.       | Hypercar  | 8   | Toyota Gazoo Racing       | Sébastien Buemi Brendon Hartley Hirakava Rjó                | Toyota GR010 Hybrid            | M    | 199 | +1 kör             |
| 4.       | Hypercar  | 8   | Toyota Gazoo Racing       | Sébastien Buemi Brendon Hartley Hirakava Rjó                | Toyota H8909 3.5 L Turbo V6    | M    | 199 | +1 kör             |
| 5.       | Hypercar  | 5   | Porsche Penske Motorsport | Dane Cameron Michael Christensen Frédéric Makowiecki        | Porsche 963                    | M    | 199 | +1 kör             |
| 5.       | Hypercar  | 5   | Porsche Penske Motorsport | Dane Cameron Michael Christensen Frédéric Makowiecki        | Porsche 9RD 4.6 L Turbo V8     | M    | 199 | +1 kör             |
| 6.       | Hypercar  | 51  | Ferrari – AF Corse        | Alessandro Pier Guidi James Calado Antonio Giovinazzi       | Ferrari 499P                   | M    | 199 | +1 kör             |
| 6.       | Hypercar  | 51  | Ferrari – AF Corse        | Alessandro Pier Guidi James Calado Antonio Giovinazzi       | Ferrari 3.0 L Turbo V6         | M    | 199 | +1 kör             |
| 7.       | Hypercar  | 6   | Porsche Penske Motorsport | Kévin Estre André Lotterer Laurens Vanthoor                 | Porsche 963                    | M    | 199 | +1 kör             |
| 7.       | Hypercar  | 6   | Porsche Penske Motorsport | Kévin Estre André Lotterer Laurens Vanthoor                 | Porsche 9RD 4.6 L Turbo V8     | M    | 199 | +1 kör             |
| 8.       | Hypercar  | 708 | Glickenhaus Racing        | Romain Dumas Olivier Pla Nathanaël Berthon                  | Glickenhaus 007 LMH            | M    | 199 | +1 kör             |
| 8.       | Hypercar  | 708 | Glickenhaus Racing        | Romain Dumas Olivier Pla Nathanaël Berthon                  | Glickenhaus P21 3.5 L Turbo V8 | M    | 199 | +1 kör             |
| 9.       | Hypercar  | 38  | Hertz Team Jota           | António Félix da Costa Will Stevens Dzse Dzsefej            | Porsche 963                    | M    | 198 | +2 kör             |
| 9.       | Hypercar  | 38  | Hertz Team Jota           | António Félix da Costa Will Stevens Dzse Dzsefej            | Porsche 9RD 4.6 L Turbo V8     | M    | 198 | +2 kör             |
| 10.      | Hypercar  | 2   | Cadillac Racing           | Earl Bamber Alex Lynn Richard Westbrook                     | Cadillac V-Series.R            | M    | 198 | +2 kör             |
| 10.      | Hypercar  | 2   | Cadillac Racing           | Earl Bamber Alex Lynn Richard Westbrook                     | Cadillac LMC55R 5.5 L V8       | M    | 198 | +2 kör             |
| 11.      | LMP2      | 28  | Jota                      | David Heinemeier Hansson Pietro Fittipaldi Oliver Rasmussen | Oreca 07                       | G    | 193 | +7 kör             |
| 11.      | LMP2      | 28  | Jota                      | David Heinemeier Hansson Pietro Fittipaldi Oliver Rasmussen | Gibson GK428 4.2 L V8          | G    | 193 | +7 kör             |
| 12.      | LMP2      | 36  | Alpine Elf Team           | Matthieu Vaxivière Julien Canal Charles Milesi              | Oreca 07                       | G    | 192 | +8 kör             |
| 12.      | LMP2      | 36  | Alpine Elf Team           | Matthieu Vaxivière Julien Canal Charles Milesi              | Gibson GK428 4.2 L V8          | G    | 192 | +8 kör             |
| 13.      | LMP2      | 41  | Team WRT                  | Rui Andrade Robert Kubica Louis Delétraz                    | Oreca 07                       | G    | 192 | +8 kör             |
| 13.      | LMP2      | 41  | Team WRT                  | Rui Andrade Robert Kubica Louis Delétraz                    | Gibson GK428 4.2 L V8          | G    | 192 | +8 kör             |
| 14.      | LMP2      | 23  | United Autosports         | Josh Pierson Giedo van der Garde Oliver Jarvis              | Oreca 07                       | G    | 192 | +8 kör             |
| 14.      | LMP2      | 23  | United Autosports         | Josh Pierson Giedo van der Garde Oliver Jarvis              | Gibson GK428 4.2 L V8          | G    | 192 | +8 kör             |
| 15.      | LMP2      | 34  | Inter Europol Competition | Jakub Śmiechowski Fabio Scherer Albert Costa                | Oreca 07                       | G    | 192 | +8 kör             |
| 15.      | LMP2      | 34  | Inter Europol Competition | Jakub Śmiechowski Fabio Scherer Albert Costa                | Gibson GK428 4.2 L V8          | G    | 192 | +8 kör             |
| 16.      | LMP2      | 22  | United Autosports         | Frederick Lubin Philip Hanson Ben Hanley                    | Oreca 07                       | G    | 192 | +8 kör             |
| 16.      | LMP2      | 22  | United Autosports         | Frederick Lubin Philip Hanson Ben Hanley                    | Gibson GK428 4.2 L V8          | G    | 192 | +8 kör             |
| 17.      | LMP2      | 63  | Prema Racing              | Doriane Pin Mathias Beche Danyiil Kvjat                     | Oreca 07                       | G    | 192 | +8 kör             |
| 17.      | LMP2      | 63  | Prema Racing              | Doriane Pin Mathias Beche Danyiil Kvjat                     | Gibson GK428 4.2 L V8          | G    | 192 | +8 kör             |
| 18.      | LMP2      | 35  | Alpine Elf Team           | André Negrão Memo Rojas Olli Caldwell                       | Oreca 07                       | G    | 192 | +8 kör             |
| 18.      | LMP2      | 35  | Alpine Elf Team           | André Negrão Memo Rojas Olli Caldwell                       | Gibson GK428 4.2 L V8          | G    | 192 | +8 kör             |
| 19.      | Hypercar  | 94  | Peugeot TotalEnergies     | Loïc Duval Gustavo Menezes Nico Müller                      | Peugeot 9X8                    | M    | 191 | +9 kör             |
| 19.      | Hypercar  | 94  | Peugeot TotalEnergies     | Loïc Duval Gustavo Menezes Nico Müller                      | Peugeot 2.6 L Turbo V6         | M    | 191 | +9 kör             |
| 20.      | Hypercar  | 4   | Floyd Vanwall Racing Team | Esteban Guerrieri Tristan Vautier João Paulo de Oliveira    | Vanwall Vandervell 680         | M    | 191 | +9 kör             |
| 20.      | Hypercar  | 4   | Floyd Vanwall Racing Team | Esteban Guerrieri Tristan Vautier João Paulo de Oliveira    | Gibson GL458 4.5 L V8          | M    | 191 | +9 kör             |
| 21.      | LMP2      | 9   | Prema Racing              | Filip Ugran Bent Viscaal Andrea Caldarelli                  | Oreca 07                       | G    | 191 | +9 kör             |
| 21.      | LMP2      | 9   | Prema Racing              | Filip Ugran Bent Viscaal Andrea Caldarelli                  | Gibson GK428 4.2 L V8          | G    | 191 | +9 kör             |
| 22.      | LMGTE Am  | 77  | Dempsey–Proton Racing     | Christian Ried Mikkel O. Pedersen Julien Andlauer           | Porsche 911 RSR-19             | M    | 185 | +15 kör            |
| 22.      | LMGTE Am  | 77  | Dempsey–Proton Racing     | Christian Ried Mikkel O. Pedersen Julien Andlauer           | Porsche 4.2 L Flat-6           | M    | 185 | +15 kör            |
| 23.      | LMGTE Am  | 60  | Iron Lynx                 | Claudio Schiavoni Matteo Cressoni Alessio Picariello        | Porsche 911 RSR-19             | M    | 185 | +15 kör            |
| 23.      | LMGTE Am  | 60  | Iron Lynx                 | Claudio Schiavoni Matteo Cressoni Alessio Picariello        | Porsche 4.2 L Flat-6           | M    | 185 | +15 kör            |
| 24.      | LMGTE Am  | 86  | GR Racing                 | Michael Wainwright Riccardo Pera Ben Barker                 | Porsche 911 RSR-19             | M    | 184 | +16 kör            |
| 24.      | LMGTE Am  | 86  | GR Racing                 | Michael Wainwright Riccardo Pera Ben Barker                 | Porsche 4.2 L Flat-6           | M    | 184 | +16 kör            |
| 25.      | LMGTE Am  | 33  | Corvette Racing           | Ben Keating Nicolás Varrone Nick Catsburg                   | Chevrolet Corvette C8.R        | M    | 184 | +16 kör            |
| 25.      | LMGTE Am  | 33  | Corvette Racing           | Ben Keating Nicolás Varrone Nick Catsburg                   | Chevrolet LT6 5.5 L V8         | M    | 184 | +16 kör            |
| 26.      | LMGTE Am  | 85  | Iron Dames                | Sarah Bovy Michelle Gatting Rahel Frey                      | Porsche 911 RSR-19             | M    | 184 | +16 kör            |
| 26.      | LMGTE Am  | 85  | Iron Dames                | Sarah Bovy Michelle Gatting Rahel Frey                      | Porsche 4.2 L Flat-6           | M    | 184 | +16 kör            |
| 27.      | LMGTE Am  | 83  | Richard Mille AF Corse    | Luís Pérez Companc Lilou Wadoux Alessio Rovera              | Ferrari 488 GTE Evo            | M    | 183 | +17 kör            |
| 27.      | LMGTE Am  | 83  | Richard Mille AF Corse    | Luís Pérez Companc Lilou Wadoux Alessio Rovera              | Ferrari F154CB 3.9 L Turbo V8  | M    | 183 | +17 kör            |
| 28.      | LMGTE Am  | 25  | ORT by TF                 | Ahmad Al Harthy Michael Dinan Charlie Eastwood              | Aston Martin Vantage AMR       | M    | 183 | +17 kör            |
| 28.      | LMGTE Am  | 25  | ORT by TF                 | Ahmad Al Harthy Michael Dinan Charlie Eastwood              | Aston Martin 4.0 L Turbo V8    | M    | 183 | +17 kör            |
| 29.      | LMGTE Am  | 56  | Project 1 – AO            | Efrin Castro Guilherme Oliveira Matteo Cairoli              | Porsche 911 RSR-19             | M    | 183 | +17 kör            |
| 29.      | LMGTE Am  | 56  | Project 1 – AO            | Efrin Castro Guilherme Oliveira Matteo Cairoli              | Porsche 4.2 L Flat-6           | M    | 183 | +17 kör            |
| 30.      | LMGTE Am  | 21  | AF Corse                  | Julien Piguet Simon Mann Ulysse de Pauw                     | Ferrari 488 GTE Evo            | M    | 182 | +18 kör            |
| 30.      | LMGTE Am  | 21  | AF Corse                  | Julien Piguet Simon Mann Ulysse de Pauw                     | Ferrari F154CB 3.9 L Turbo V8  | M    | 182 | +18 kör            |
| 31.      | LMGTE Am  | 54  | AF Corse                  | Thomas Flohr Francesco Castellacci Davide Rigon             | Ferrari 488 GTE Evo            | M    | 180 | +20 kör            |
| 31.      | LMGTE Am  | 54  | AF Corse                  | Thomas Flohr Francesco Castellacci Davide Rigon             | Ferrari F154CB 3.9 L Turbo V8  | M    | 180 | +20 kör            |
| Hn       | LMP2      | 31  | Team WRT                  | Sean Gelael Habsburg Ferdinánd Robin Frijns                 | Oreca 07                       | G    | 179 |                    |
| Hn       | LMP2      | 31  | Team WRT                  | Sean Gelael Habsburg Ferdinánd Robin Frijns                 | Gibson GK428 4.2 L V8          | G    | 179 |                    |
| Ki       | Hypercar  | 99  | Proton Competition        | Gianmaria Bruni Harry Tincknell Neel Jani                   | Porsche 963                    | M    | 134 |                    |
| Ki       | Hypercar  | 99  | Proton Competition        | Gianmaria Bruni Harry Tincknell Neel Jani                   | Porsche 9RD 4.6 L Turbo V8     | M    | 134 |                    |
| Ki       | LMGTE Am  | 57  | Kessel Racing             | Kimura Takesi Scott Huffaker Cozzolino Kei                  | Ferrari 488 GTE Evo            | M    | 70  |                    |
| Ki       | LMGTE Am  | 57  | Kessel Racing             | Kimura Takesi Scott Huffaker Cozzolino Kei                  | Ferrari F154CB 3.9 L Turbo V8  | M    | 70  |                    |
| Ki       | LMP2      | 10  | Vector Sport              | Ryan Cullen Matthias Kaiser Gabriel Aubry                   | Oreca 07                       | G    | 66  |                    |
| Ki       | LMP2      | 10  | Vector Sport              | Ryan Cullen Matthias Kaiser Gabriel Aubry                   | Gibson GK428 4.2 L V8          | G    | 66  |                    |
| Ki       | LMGTE Am  | 777 | D'Station Racing          | Hosino Szatosi Casper Stevenson Fudzsii Tomonobú            | Aston Martin Vantage AMR       | M    | 7   |                    |
| Ki       | LMGTE Am  | 777 | D'Station Racing          | Hosino Szatosi Casper Stevenson Fudzsii Tomonobú            | Aston Martin 4.0 L Turbo V8    | M    | 7   |                    |

## A világbajnokság állása a versenyt követően
Hypercar
| H  | Versenyzők                                            | Pont | H  | Konstruktőrök | Pont |
| -- | ----------------------------------------------------- | ---- | -- | ------------- | ---- |
| 1. | Sébastien Buemi Nakadzsima Kazuki Brendon Hartley     | 119  | 1. | Toyota        | 151  |
| 2. | Mike Conway Kobajasi Kamui José María López           | 92   | 2. | Ferrari       | 126  |
| 3. | James Calado Antonio Giovinazzi Alessandro Pier Guidi | 92   | 3. | Cadillac      | 71   |
| 4. | Antonio Fuoco Miguel Molina Nicklas Nielsen           | 85   | 4. | Porsche       | 62   |
| 5. | Earl Bamber Alex Lynn Richard Westbrook               | 71   | 5. | Peugeot       | 50   |

LMP2
| H  | Versenyzők                                     | Pont | H  | Konstruktőrök                 | Pont |
| -- | ---------------------------------------------- | ---- | -- | ----------------------------- | ---- |
| 1. | Rui Andrade Louis Delétraz Robert Kubica       | 110  | 1. | #41 Team WRT                  | 110  |
| 2. | Albert Costa Fabio Scherer Jakub Śmiechowski   | 100  | 2. | #34 Inter Europol Competition | 100  |
| 3. | Philip Hanson Frederick Lubin                  | 82   | 3. | #22 United Autosports         | 82   |
| 4. | Oliver Jarvis Josh Pierson                     | 73   | 4. | #23 United Autosports         | 73   |
| 5. | Julien Canal Charles Milesi Matthieu Vaxivière | 64   | 5. | #36 Alpine Elf Team           | 64   |

LMGTE Am
| H  | Versenyzők                                        | Pont | H  | Konstruktőrök             | Pont |
| -- | ------------------------------------------------- | ---- | -- | ------------------------- | ---- |
| 1. | Nicky Catsburg Ben Keating Nicolás Varrone        | 145  | 1. | #33 Corvette Racing       | 145  |
| 2. | Sarah Bovy Rahel Frey Michelle Gatting            | 67   | 2. | #85 Iron Dames            | 67   |
| 3. | Ahmad Al Harthy Michael Dinan Charlie Eastwood    | 65   | 3. | #25 ORT by TF             | 65   |
| 4. | Julien Andlauer Christian Ried Mikkel O. Pedersen | 60   | 4. | #77 Dempsey–Proton Racing | 60   |
| 5. | Ben Barker Riccardo Pera Michael Wainwright       | 54   | 5. | #86 GR Racing             | 54   |